# Ngangom Ronald Singh
Ngangom Ronald Singh (sinh ngày 4 tháng 2 năm 1997) là một cầu thủ bóng đá người Ấn Độ thi đấu ở vị trí tiền đạo cho NEROCA ở I-League.

## Sự nghiệp
Sinh ra ở Manipur, Singh bắt đầu sự nghiệp với NEROCA khi ở I-League 2nd Division. Anh là một phần của NEROCA lên hạng 2nd Division từ mùa giải 2016–17.
Ngày 9 tháng 12 năm 2017, Singh ra mắt cho NEROCA ở I-League trước Gokulam Kerala. Anh vào sân từ ghế dự bị ở phút 87 và ghi bàn thắng thứ ba cho NEROCA ở phút 96 để câu lạc bộ giành chiến thắng 3–0. Trong trận đấu tiếp theo của NEROCA, ngày 15 tháng 12, Singh lại ra sân từ ghế dự bị và ghi bàn. Anh vào sân từ ghế dự bị ở phút 77 trong trận đấu với Chennai City và ghi bàn thắng quyết định khi còn 2 phút là đến bù giờ giúp NEROCA có chiến thắng 2–1.

## Thống kê sự nghiệp
Tính đến 15 tháng 12 năm 2017
| Câu lạc bộ          | Mùa giải            | Giải vô địch        | Giải vô địch | Giải vô địch | Cúp     | Cúp       | Châu lục | Châu lục  | Tổng    | Tổng      |
| Câu lạc bộ          | Mùa giải            | Hạng đấu            | Số trận      | Bàn thắng    | Số trận | Bàn thắng | Số trận  | Bàn thắng | Số trận | Bàn thắng |
| ------------------- | ------------------- | ------------------- | ------------ | ------------ | ------- | --------- | -------- | --------- | ------- | --------- |
| NEROCA              | 2017–18             | I-League            | 4            | 2            | 0       | 0         | —        | —         | 2       | 2         |
| Tổng cộng sự nghiệp | Tổng cộng sự nghiệp | Tổng cộng sự nghiệp | 4            | 2            | 0       | 0         | 0        | 0         | 2       | 2         |

## Danh hiệu

### Câu lạc bộ
NEROCA
- I-League 2nd Division: 2016–17